# Jules Boyaval
Jules Charles Auguste Boyaval (Kortrijk, 7 februari 1814 - Bad Godesberg, 13 september 1879), ook genaamd Boyaval-Dujardin, was een Belgische belastingambtenaar en politicus. Hij was achtereenvolgens gemeenteraadslid, schepen en burgemeester van Brugge en tegelijk senator.

## Familie
Hij was de zoon van Louis Boyaval-Holvoet, directeur van de belastingen, douane en accijnzen voor de provincie West-Vlaanderen en tevens de onbetwiste leider van de liberalen in deze provincie. Zijn moeder, Lucie Holvoet stamde uit een vooraanstaande West-Vlaamse familie. 

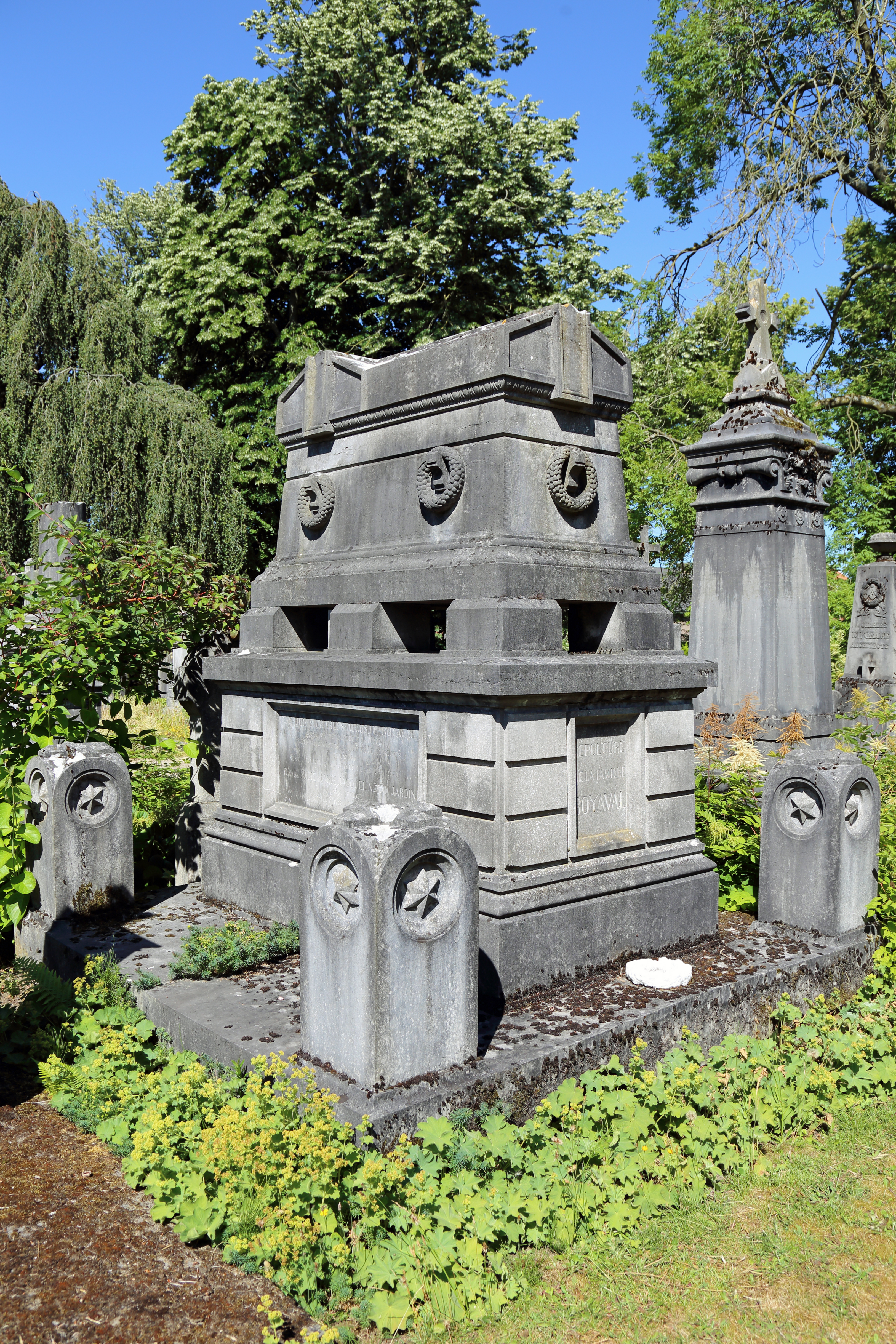
Graftombe van de familie Boyaval op de Centrale Begraafplaats van Brugge. Hier liggen onder meer Jules Boyaval en zijn echtgenote Julie Du Jardin begraven.

Jules trouwde met Julie Du Jardin (1818-1875), de enige dochter van de wisselagent en schepen van Brugge Jacques Du Jardin (1784-1846), broer van Felix Du Jardin (1769-1847), stichter van de Brugse bank Du Jardin, en van diens echtgenote Julie Devaux, nicht van staatsman Paul Devaux.
Boyaval had een zoon Louis (° 1842) die diplomaat werd en ongehuwd bleef. Hij had een dochter Adèle (1844-1900) die trouwde met jonkheer Paul van Tieghem de ten Berghe (1845-1921), zoon van Pierre van Tieghem de Ten Berghe. Zij kregen samen twee dochters.

## Levensloop
Hij behaalde zijn diploma van doctor in de rechten aan de Rijksuniversiteit Gent (1835) en werd, in het voetspoor van zijn vader, belastingambtenaar. 
Boyaval werd op 14 december 1846 verkozen tot lid van de gemeenteraad van Brugge. Na enkele maanden werd hij benoemd tot arrondissementscommissaris en verliet hij de Brugse raad. Na korte tijd werd hij opnieuw gemeenteraadslid en in 1848 werd hij schepen. 
Op 26 december 1854 werd hij tot burgemeester benoemd, in opvolging van Jean-Marie de Pelichy van Huerne. Voor het eerst werd er een burgemeester aangesteld die een duidelijk politiek, met name liberaal, profiel had en die uitdrukking gaf aan de liberale meerderheid die tot stand kwam. Hij zou burgemeester blijven tot aan zijn ontslag in 1876, nadat de katholieke partij de meerderheid behaalde. Hij werd opgevolgd door Amedée Visart de Bocarmé en bleef nog tot in 1878 zetelen als gemeenteraadslid van de oppositie.
Binnen de liberale partij werd Boyaval voorzitter van de Association libérale et constitutionnelle de l'arrondissement de Bruges, de liberale kiesvereniging. Hij was ook medestichter van het fel antiklerikale blad De Westvlaming, dat van 1863 tot 1879 in Brugge verscheen.
Onder zijn burgemeesterschap werden in Brugge heel wat openbare werken uitgevoerd, onder meer: de tuin van het voormalig klooster van de minderbroeders werd openbaar park, een huizenblok werd gesloopt voor het bouwen van een stadsschouwburg, ongezonde wijken werden gesaneerd en monumenten gerestaureerd (O.L.Vrouwekerk, stadhuis). Op onderwijsvlak zette hij zich in voor gemeentelijk, neutraal onderwijs. Zo stichtte hij een 'Maison d'éducation pour demoiselles' meer bekend onder de naam 'Institut Boyaval', in het voormalige 'Hotel Claesman', in  de Sint-Jakobsstraat, gekocht van de familie Valckenaere, een school die het tien jaar volhield. Dit gebouw is nog steeds in handen van de stad Brugge en sinds 1885 is het Stedelijk Conservatorium er gevestigd.
Tijdens het burgemeesterschap van Boyaval liepen de tegenstellingen tussen de katholieke en de liberale politici hoog op. De liberalen hadden, naast de Journal de Bruges en de Impartial de Bruges, een volkse spreekbuis in De Westvlaming. De katholieken hadden naast La Patrie, als volkse tegenhanger 't Jaer 30, nadien 't Jaer 70. Daar was Guido Gezelle de voornaamste redacteur en hij voerde met animo de oppositie aan tegen het liberale stadsbestuur en meer bepaald tegen burgemeester Jules Boyaval, die hij bestendig aanviel. Hij noemde hem nooit bij naam maar onder een reeks door de tijdgenoten, gelet op de context, makkelijk te herkennen spotnamen: Berenwal - Boerenvel - Bokkeval, en ook 'Sjing Sjang'. Meer algemeen noemde hij hem 'den oppergaai' van het stadsbestuur.

## Senator
In juni 1859 werd Boyaval tot liberaal senator verkozen voor het arrondissement Brugge en behield dit mandaat tot in 1867. In juni 1878 werd hij met een enkele stem meer dan zijn tegenkandidaat Léon van Ockerhout opnieuw verkozen en bleef toen het mandaat behouden tot aan zijn dood. 
Hij werd beroemd (of berucht) naar aanleiding van de Wet op het lager onderwijs van 1 juli 1879, de 'ongelukswet' die een bittere, decennialange schoolstrijd inluidde. Hoewel Boyaval ernstig ziek was, trok hij per trein discreet naar Brussel, omdat zijn stem, gelet op de krappe liberale regeringsmeerderheid, absoluut nodig was. Zijn stem bezorgde de meerderheid die de goedkeuring van de wet mogelijk maakte.
Hij was ook lid van de Algemene Raad van de Algemene Spaar- en Lijfrentekas (1865-1879).
Tot de liberale politieke strekking behorende, bleef Boyaval een praktiserend katholiek, die een strenge scheiding maakte tussen zijn persoonlijk geloof en de publieke zaak. De aanwezigheid van de bisschop van Brugge op zijn uitvaart in de Sint-Walburgakerk, toonde aan dat hij in kerkelijke middens geacht werd.

## Publicatie
- Aan de Heeren leden der liberale en grondwettelijke vereeniging van Brugge, Brugge, 12 juli 1879.